# Феодор II (коптский патриарх Александрийский)
Фео́дор II (копт. Ⲡⲁⲡⲁ Ⲁⲃⲃⲁ Ⲑⲉⲟ́ⲇⲱⲣⲟⲥ ⲡⲓⲙⲁϩ ⲃ̅', араб. تواضروس الثاني‎, в миру Вагих Субхи Баки Сулейман, ⲟⲩⲁⲅⲓϩ ⲥⲟⲩⲃϩⲓ ⲃⲁⲕⲓ ⲥⲟⲗⲟⲙⲱⲛ, وجيه صبحى باقى سليمان‎; род. 4 ноября 1952) — епископ Коптской православной церкви; с 18 ноября 2012 года — её предстоятель с титулом «Папа Александрийский и Патриарх Престола святого Марка во всей Африке и на Ближнем Востоке».

## Биография
Родился 4 ноября 1952 года в Эль-Мансуре.
Получил медицинское образование в Александрийском университете, где ему была присвоена степень по фармакологии в 1975 году. 
Позднее продолжил образование в Великобритании, управлял фармакологическим предприятием.
Принял монашество в июле 1988 года, нёс послушание в монастыре святого Паисия Великого в Нитрийской пустыне. Изучал богословие в течение двух лет.
В 1989 году рукоположён в сан священника.
15 июня 1997 года был рукоположен в сан викарного епископа Бухейрского, стал членом Священного Синода Коптской Церкви.
4 ноября 2012 года жребием был избран из трёх претендентов на пост патриарха Коптской церкви. Церемония интронизации состоялась 18 ноября 2012 года.
Патриарх Феодор отметил, что египетская революция (2011 года) стала поворотным моментом в отношениях коптской церкви с молодёжью. Среди его первостепенных задач является вопрос о связи церковной жизни со сменой политического ландшафта Египта, учитывая новую конституцию и более независимый нрав прихожан, которые ищут удовлетворения своих запросов в отношениях с государством за пределами церкви.
Автор двенадцати книг по теологии. 
Помимо арабского, владеет английским языком.